# Hastodontia
Hastodontia är ett släkte av svampar som först beskrevs av Erast Parmasto, och fick sitt nu gällande namn av Kurt Egon Hjortstam och Leif Ryvarden. Hastodontia ingår i familjen Hymenochaetaceae, ordningen Hymenochaetales, klassen Agaricomycetes, divisionen basidiesvampar och riket svampar.
Kladogram enligt Dyntaxa:
| Hastodontia | \| \| Hyphodontia halonata \| \| \| \| \| \| Hyphodontia hastata \| \| \| \| |
|             | \| \| Hyphodontia halonata \| \| \| \| \| \| Hyphodontia hastata \| \| \| \| |
|             | Asterodon                                                                    |
|             |                                                                              |
|             | Coltricia                                                                    |
|             |                                                                              |
|             | Hymenochaete                                                                 |
|             |                                                                              |
|             | Inonotopsis                                                                  |
|             |                                                                              |
|             | Inonotus                                                                     |
|             |                                                                              |
|             | Onnia                                                                        |
|             |                                                                              |
|             | Phellinus                                                                    |
|             |                                                                              |
|             | Phylloporia                                                                  |
|             |                                                                              |
|             | Pseudochaete                                                                 |
|             |                                                                              |
|             | Hyphodontia halonata                                                         |
|             |                                                                              |
|             | Hyphodontia hastata                                                          |
|             |                                                                              |

|  | Hyphodontia halonata |
|  |                      |
|  | Hyphodontia hastata  |
|  |                      |